# Clément Couturier
Clément Couturier (Chaumont, 13 settembre 1993) è un calciatore francese naturalizzato malgascio, centrocampista del Villefranche e della nazionale malgascia.

## Caratteristiche tecniche
È un trequartista.

## Carriera
Cresciuto nelle giovanili del Digione, ha esordito con la squadra riserve il 26 agosto 2012 in occasione del match di campionato vinto 3-2 contro il Troyes 2.

## Palmarès

### Club

#### Competizioni nazionali
- Campionato lussemburghese: 2

F91 Dudelange: 2018-2019
Swift Hesperange: 2022-2023
- Coppa del Lussemburgo: 1

F91 Dudelange: 2018-2019